# 대니얼 패트릭 모이니핸

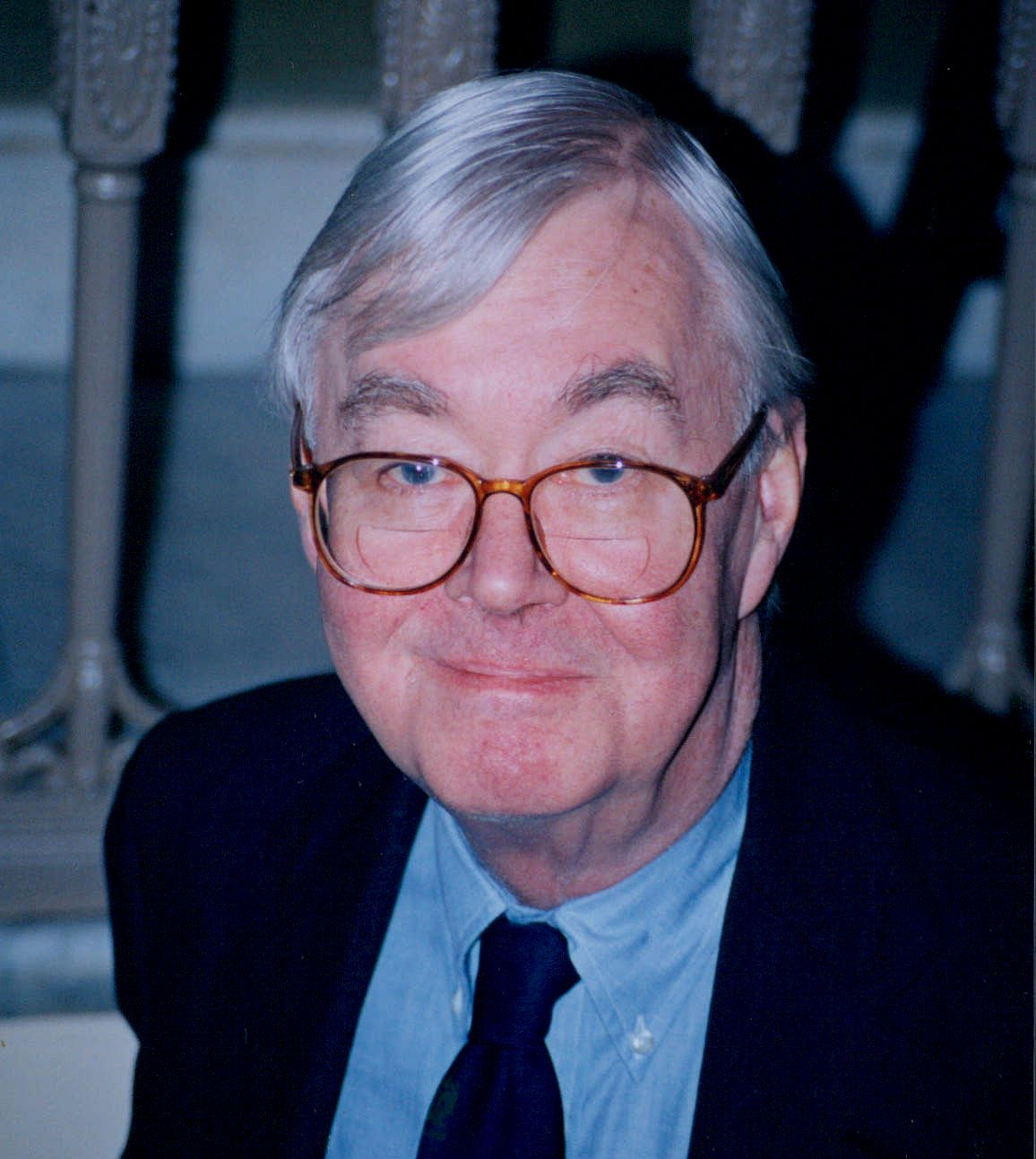
1998년 모습

대니얼 패트릭 모이니핸(Daniel Patrick Moynihan, 1927년 3월 16일 ~ 2003년 3월 26일)은 미국의 정치인, 외교관, 사회과학자였다. 민주당 (미국) 의원인 그는 리처드 닉슨 대통령의 고문, 인도 및 유엔 주재 미국 대사를 역임한 후 1977년부터 2001년까지 미국 상원에서 뉴욕을 대표했다.
오클라호마주 털사에서 태어난 모이니핸은 어린 나이에 뉴욕으로 이주했다. 해군에서 복무한 후 그는 박사 학위를 받았다. 터프츠 대학교에서 역사학을 전공했다. 그는 1961년 존 F. 케네디 대통령 행정부에 합류하기 전에 W. 애버렐 해리먼 뉴욕 주지사의 보좌관으로 일했다. 그는 케네디 대통령과 린든 B. 존슨 대통령 밑에서 노동부 차관으로 재직하며 많은 시간을 빈곤과의 전쟁에 바쳤다. 1965년에 그는 흑인 빈곤에 관한 논란의 여지가 있는 모이니핸 보고서(Moynihan Report)를 출판했다. 모이니핸은 1965년 존슨 행정부를 떠나 하버드대학교 교수가 됐다.
1969년에 그는 국내 정책을 위한 대통령 보좌관으로 일하겠다는 닉슨의 제안을 받아들였고, 그해 말에 대통령 보좌관으로 승진했다. 그는 1970년 말 행정부를 떠났고 1973년 인도 주재 미국 대사로 임명되었다. 그는 1975년 제럴드 포드 대통령의 유엔 주재 미국 대사직 임명을 받아들여 1976년 초까지 그 직위를 유지했다. 그해 말에 그는 상원 의원 선거에서 승리했다.
모이니핸은 1992년부터 1993년까지 상원 환경 위원회 의장, 1993년부터 1995년까지 상원 재무 위원회 의장을 역임했다. 그는 또한 기밀 정보의 규제를 연구하는 모이니핸 비밀 위원회를 이끌었다. 그는 로널드 레이건 대통령의 외교 정책을 강력히 비판하고 빌 클린턴 대통령의 의료 계획에 반대하는 인물로 떠올랐다. 그는 자유주의적 입장과 자주 결별했지만 1990년대에는 복지 개혁에 반대했다. 그는 또한 결혼보호법, 북미자유무역협정, 걸프전에 대한 의회 승인에도 반대표를 던졌다. 그는 2023년 척 슈머(Chuck Schumer)에 의해 추월될 때까지 뉴욕주에서 가장 오랫동안 재임한 상원의원으로서 제이콥 K. 재비츠(Jacob K. Javits)와 동률을 이루었다.

## 역대 선거 결과
| 선거명      | 직책명                | 대수  | 정당   | 득표율 | 득표수      | 결과 | 당락                 |
| ----------- | --------------------- | ----- | ------ | ------ | ----------- | ---- | -------------------- |
| 1976년 선거 | 상원의원 (뉴욕 제1부) | 95대  | 민주당 | 54.17% | 3,422,594표 | 1위  | 뉴욕주 상원의원 당선 |
| 1982년 선거 | 상원의원 (뉴욕 제1부) | 98대  | 민주당 | 65.07% | 3,232,146표 | 1위  | 뉴욕주 상원의원 당선 |
| 1988년 선거 | 상원의원 (뉴욕 제1부) | 101대 | 민주당 | 67.02% | 4,048,649표 | 1위  | 뉴욕주 상원의원 당선 |
| 1994년 선거 | 상원의원 (뉴욕 제1부) | 104대 | 민주당 | 55.25% | 2,646,541표 | 1위  | 뉴욕주 상원의원 당선 |